# Konrad IV., rimsko-njemački kralj
Konrad IV. (* 25. travnja 1228. u Andriji, Apulija; † 21. svibnja 1254. u vojnom logoru kod Lavella,  Basilicata) iz dinastije Hohenstaufen;  vojvoda Švapske (1235. – 1254.), rimsko-njemački kralj  (1237. – 1254.), kralj Sicilije (1250. – 1254.) i kralj Jeruzalema (1228. – 1254.)

## Životopis
Konrad je bio jedini sin rimsko-njemačkog cara Fridrika II. i njegove druge žene Izabele, kraljice Jeruzalema. Njegova majka umrla je pri porodu; od nje je nasljedio pravo na Jeruzalemsko Kraljevstvo što je iskoristio njegov otac da se 1229. za vrijeme petog križarskog rata sam u Jeruzalemu okruni za kralja. Konrad je do godine 1235. živio u Italiji; te je godine prvi put otputovao u Njemačku. 
Konradov otac car Fridrik, nakon što je ugušio ustanak svoga sina Henrika, Konardova 17 godina starijeg polubrata, nastojao je Konrada učiniti svojim nasljednikom. To mu ispočetka nije uspjelo, jer ga na saboru u Mainzu godine 1235. okupljeni knezovi nisu htjeli izabrati za kralja.  
Izbor tada devetogodišnjeg Konrada za kralja uslijedio je u veljači 1237. na saboru u Beču: izborni čin, koji papa nije priznao, sadržavao je ne samo naslov rimsko-njemačkog kralja, nego i rimsko-njemačkog cara. Konrad je doduše bio izabran za kralja, ali kako nije bio okrunjen nosio je naslov "izabran za kralja Rimljana" (lat. in romanorum regem electus).
Dok se Fridrik II. nakon Konradova izbora za kralja opet okrenuo sukobima s papom i talijanskim gradovima, Konrad je ostao u Njemačkoj kao formalni zastupnik svoga oca. Savjetnici su mu bili prokuratori Carstva isprva nadbiskup Mainza Siegfried III. von Eppstein, zatim grof Heinrich Raspe i češki kralj Vaclav I. Otprilike od godine 1240. Konrad je počeo aktivno sudjelovati u politici Carstva i tražiti kod knezova naklonost za svoga oca. 
Konrad se 1. rujna 1246. oženio princezom Elizabetom, kćerkom bavarskog vojvode Otona II. Tim brakom je bavarska dinastija Wittelsbach postala najmoćnijim njemačkim saveznikom carske dinastije Hohenstaufen u vrijeme zalaza njezine moći. Konrad i Elizabeta bili su roditelji posljednjeg (zakonitog) Hohenstaufovca Konradina,  kojemu je 1268. u Napulju odrubljena glava.  
Nakon što je godine 1246. papa Inocent IV. Fridrika II. i Konrada izopćio iz Crkve i proglasio ih svrgnutima, u Njemačkoj je iste godine za protukralja izabran Heinrich Raspe, a nakon njegove smrti 1248.  Vilim Nizozemski. Konrad je ratovao s oba protukralja, ali ispočetka nije imao većeg uspjeha. 1250. uspio je odbiti napad Vilima Nizozemskog i njegovih saveznika plemstva sa srednje Rajne. Iste je godine umro car Fridrik II. U oporuci je sina Konrada IV. imenovao univerzalnim nasljednikom i izričito ga odredio za nasljednika na prijestoljima Svetog Rimskog Carstva, Sicilije i Jeruzalema. Papa Inocent IV. to nije priznao. Osim toga od 1251. Vilim Nizozemski iznova je ostvarivao vojne uspjehe protiv Konrada. 
Zbog beznadnog položaja u Njemačkoj Konrad je godine 1252. otišao u Italiju. Njegove trupe su u listopadu 1253. osvojile Napulj, ali papa nije priznao njegovu vlast.  Konrad je umro 1254. od malarije u vojnom logoru kod mjesta Lavello u današnjoj talijanskoj pokrajini Basilicati. Njegovo srce i utroba pokopani su u mjestu Melfi. Njegovo tijelo prevezeno je u katedralu u Messini. Kako izvješćuju neki izvori u katedralu je udario grom te je izloženo Konradovo tijelo izgorjelo prije pokopa. Konradov sin Konradin, kojega nikad nije vidio, bio je još maloljetan pa je regentom postao njegov polubrat Manfred .
U ljeto 2005. u Sveučilišnoj knjižnici u Innsbrucku otkriveno je 200 prijepisa pisama i punomoći Fridrika II. i Konrada IV. od kojih je njih 130 bilo dotada nepoznato. Oni se vrednuju u institutu Monumenta Germaniae Historica  (vidi vanjske poveznice).

## Vanjske poveznice
- genealogie-mittelalter.de  Arhivirana inačica izvorne stranice od 23. svibnja 2008. (Wayback Machine)
- Izvješće o pronalasku u Sveučilišnoj knjižnici u Innsbrucku   Arhivirana inačica izvorne stranice od 10. prosinca 2007. (Wayback Machine)
- Izvješće o pronalasku u Sveučilišnoj knjižnici u Innsbrucku s fotografijama   Arhivirana inačica izvorne stranice od 11. lipnja 2007. (Wayback Machine)

| Prethodnik: | rimsko-njemački kralj (1250. – 1254.) | Nasljednik:      |
| Fridrik II. | rimsko-njemački kralj (1250. – 1254.) | Vilim Nizozemski |